# Gábor Enikő
Gábor Enikő, (Budapest, 1972. november 18. –) Balogh Rudolf-díjas fotóművész, képzőművész.

## Életpályája
Gábor István és Takács Klára festőművészek gyermeke. A Magyar Képzőművészeti Egyetemen szerzett festőművész diplomát 1996-ban, majd ugyanitt rajz- és művészettörténet tanári diplomát 1998-ban. Mesterei: Baranyay András, Veress Sándor, Klimó Károly.
Érdeklődésének középpontjában a régi fotótechnikák állnak, leginkább fényképezőgép nélkül, közvetlenül a fényérzékeny felületen dolgozik.
Fotogram technikával készült tematikus sorozata „Kamragram” néven vált ismertté.
Egy sötét szobában, a félig lehúzott redőny lyukain keresztül készítette különleges „Camera Reluxa” sorozatát, amivel az Esztergomi Fotóbiennálé camera obscura pályázatának fődíját nyerte el 2000-ben.

## Egyéni kiállítások (válogatott)
- 2022   Fényfogások, Hegyvidék Galéria, Budapest
- 2021   Összegyűrt fény, BudaTower, Mária Magdolna Torony, Budapest
- 2020   Introverziók, Art9 Galéria, Budapest2017   Renoválás, Rekonstrukció, Reneszánsz, ArtBázis, Budapest, (H)
- 2016   Egyérintő, Magyar Műhely Galéria, Budapest, (H)
- 2015   Hiteles másolat, Palota Galéria, Budapest, (H)
- 2012   Tekovské Múzeum, Fotófesztivál, Léva (Sk)
- 2008   Halikon, Óbudai Pincegaléria - Zichy-kastély (Óbuda), (H)
- 2007   Valóságcsapdák, Nessim Galéria, Budapest, (H)
- 2004   Light life, Magyar Fotográfusok Háza - Mai Manó Ház, Budapest, (H)
- 2003   Kortárs Magyar Fotográfia, Horda Galéria, Pécs, (H)
- 2000   Ferenczy Galéria, Budapest, (H)
- 1999   Macskabölcső, Bolt Fotógaléria, Budapest, (H)
- 1997   Bolt Fotógaléria, Budapest, (H)
- 1996   CEU Konferencia Központ, Budapest, (H)
- 1994   1-estés kiállítások, Tabán Galéria, Budapest, (H)
- 1993   Tam-Tam Galéria, Budapest, (H)

## Csoportos kiállítások (válogatott)
- 2025   Valós és Mesterséges Identitások - Kiscelli Múzeum, Budapest (H)
- 2025   Symbiosis - China & Hungary -  Qiantang Bay Art Museum, Hangzhou, China, (CN)
- 2025   Polis et Natura - ArtPhoto Galéra, Budapest, (HU)
- 2025   Dots&Lines - a Bükki Művésztelep kiállítása, Liszt Intézet, Stuttgart, Németország (D)
- 2024   Mélység/élesség – Remekművek a Magyar Fotográfiai Múzeum gyűjteményéből,Millennium Háza, Budapest, (H)
- 2018   Formabontók – Neoavantgárd és Új hullám a magyar fotóművészetben, Kepes Intézet, Eger, (H)
- 2017   Donne & Fotografia, Civici Musei di Udine, Udine, Olaszország (I)
- 2017   Magyar Tekintet, Varsói Nemzeti Múzeum, Lengyelország (PL)
- 2016   Képek és Pixelek, Műcsarnok, Budapest, (H)
- 2016   Modernity X Hungary, Alma On Dobbin, New York, (USA)
- 2013   Magyar Fotóművészet az Új Évezredben, Magyar Nemzeti Galéria,  Budapest, (H)
- 2012   Real Time Players - FOTÓHÓNAP 2012, FUGA, Budapest, (H)
- 2010   Light Box, Camera Soave 16, Soave, (I)
- 2006   444, Turlej Galéria. Krakkó, (PL)
- 2005   Still Life, Óbudai Pincegaléria - Zichy Kastély, Budapest, (H)
- 2005   Light Waltz, Fotóhónap, Pozsony, (SK)
- 2003   Kortárs Magyar Fotográfia, (Bolt Galéria), Új-Delhi, (IND)
- 2002   Light as a feather - Magyar fotográfia New York-ban III, a Magyar Köztársaság Főkonzulátusának kiállítóterme, New York, (USA)
- 2002   Tojásbolt, (Bolt Galéria) Műcsarnok, Budapest, (H)
- 2002   Almería Centro Andaluz de la Fotografia, CHP Bolt galéria gyűlyteménye, (E)
- 2002   Mai Manó ház, Budapest, (H)
- 2001   XXS & XXL, Vrais Reves galéria (Bolt Galéria), Lyon, (F)
- 2001   Magyar tekintet, Magyar fotográfusok a Párizsi Királyi Palota kertjében, Párizs, (F)
- 2001   Fotógaléria Monntpellier, (Bolt Galéria) Kortárs magyar fotográfia, Montpellier, (F)
- 2000   Camera Obscura , XII. Esztergomi Fotográfiai Biennálé, Rondella Galéria, Esztergomi Vármúzeum, Esztergom, (H)
- 1999   Contact Point Hungary, Brüsszel, (B)
- 1998   Manu Propria, XI. Esztergomi Fotográfiai Biennálé, Rondella Galéria, Esztergomi Vármúzeum, Esztergom, (H)

## Díjai, elismerései
- 2019  Balogh Rudolf-díj[3]

- 2024  Esztergom Város Nagydíja, XXIII. Esztergomi Fotográfiai Biennálé
- 2022  A Magyar Művészeti Akadémia három éves ösztöndíjprogramja
- 2014  Megapixel - MET művészeti díj
- 2003  MAOE Alkotói Ösztöndíj
- 2000  XII. Esztergomi Fotográfiai Biennálé Fődíja (CAMERA OBSCURA - Telek Balázzsal megosztva)
- 1998  A Magyar Alkotóművészek Országos Egyesületének díja, XI. Esztergomi Fotográfiai Biennálé Divald Károly-Díj
- 1996  Pécsi József fotóművészeti ösztöndíj
- 1991  Domanovszky-díj

## Művei közgyűjteményben
- Centro di Ricerca e Archiviazione della Fotografia (CRAF) Spilimbergo, Olaszország
- Qiantang Bay Art Museum, Hangzhou, China, (CN)
- Magyar Fotográfiai Múzeum, Kecskemét
- Collection of Gachon University, Seoul, South Korea
- Nessim Galéria, Budapest
- EuroMarketing, Brüsszel, Belgium
- Bolt Fotógaléria, Budapest
- Museum of Fine Arts, Santa Fe, New Mexico, USA
- Palais des Congres, Strasbourg, Franciaország

## Írások
- ÚJ MŰVÉSZET - Renoválás, Rekonstrukció, Reneszánsz – Gábor Enikő kiállítása Archiválva 2020. augusztus 6-i dátummal a Wayback Machine-ben
- FOTÓMŰVÉSZET - Képzőművészet és médiaarcheológia - interjú Gábor Enikő fotóművésszel